# Галапагоски острови
Галапагос пренасочва насам.  За фармацевтичната компания вижте Галапагос (предприятие).
Гала̀пагоските острови (на испански: Islas Galápagos или Archipiélago de Colón) са архипелаг в Тихия океан, с площ от 7880 km² и намиращ се на 965 km на запад от Еквадор, чиято територия са неговите 69 осчни оеми острова и 107 скали.
Главен град е Пуерто Айора на остров Санта Крус.
Архипелагът е известен с много различнто име на испански е „galápagos“, както и на почитта на местните жители към делото на Христофор Колумб (наричан и Кристобал Колон).
Населението на архипелага официално е около 12 хиляди жители (неофициално са около 30 хил.). Първоначално островите имат почти единствено временно население. След основаването на националния парк на островите, на тях се заселват от 1000 до 2000 души. През 1972 г. е проведено преброяване на населението, което установява наличието на 3488 жители. От 90-те години на XX век населението се увеличава значително, достигайки 15 хил. жители, а през 2006 г. по приблизителни оценки на островите живеят около 30 хил. души.
Островите са разположени на екватора: от 1°40′ северна ширина до 1°36′ южна ширина и от 89°16′ до 92°01′ западна дължина. Образували са се постепенно – най-стар е Еспаньола, а най-млад – Фернандина.
Вулканът Волф е най-високата точка на Галапагоските острови (1707 m над морското равнище).

## История
Галапагоските острови са открити през март 1535 г. от свещеника от испански произход Фрай Томас де Берланга.
През 1835 г. изследователска експедиция, с военноморския кораб HMS Бигъл с капитан Робърт Фицрой, в която участва и младият естествоизпитател Чарлз Дарвин, изследва островите. Именно там той събира основните данни, които впоследствие залягат в доказателствената част на неговата Теория за еволюцията.
Към 1953 г. на островите пребивава норвежкият изследовател Тур Хейердал, в търсене на следи от цивилизацията на инките.
През 1936 г. е обявен за национален парк (до този момент е бил само място за заселване на каторжници). От 1978 г. е част от Световното наследство на ЮНЕСКО. През 1985 г. е обявен за биосферен резерват.

## Екология
Независимо от разположението на архипелага на екватора, заради студените морски течения климатът на Галапагоските острови е сравнително хладен и суров в сравнение с други места на същата ширина. Температурата на водата спада до 20 °C, а средногодишната е 23 – 24 °С. Наред с изолираността и фрагментираността на островите, това способства за образуването на особена със своята природа зона. Архипелагът е известен с уникалната си фауна и особено – с разнообразието от видове галапагоски чинки, които са един от най-известните примери за еволюцията още от времето на Чарлз Дарвин, който ги споменава в „Произход на видовете“, отбелязвайки че на всеки от островите се среща различен вид.

### Опазване на природата на архипелага
Като първо предпазно средство в защита на флората и фауната през 1934 г. е прието законодателство за архипелага.
През 1955 г. Международният съюз за опазване на околната среда извършва опознавателна мисия за изследване на архипелага. Две години по-късно ЮНЕСКО, със съдействието на правителството на Еквадор, организира друга експедиция за изучаване състоянието на природата на архипелага и за избор на терен за построяване на изследователска станция.
През 1959 г. (отбелязвайки столетния юбилей от първата публикация на „Произхода на видовете“ на Чарлз Дарвин) правителството на Еквадор обявява създаването на национален парк на островите, общата площ на който е 97,5% от цялата територия на архипелага. През същата година е създаден международен Фонд „Чарлз Дарвин“, чиято централа е в Брюксел, Белгия. Първоначално целите на Фонда включват съхраняването на целостта на екосистемата Галапагоски острови и провеждане на научни изследвания, необходими за опазване на природата. Работата по опазването започва с построяването през 1964 г. на Станция за изследвания „Чарлз Дарвин“ на остров Санта Крус. В първите години работниците в станцията се занимават с опазването на местните видове. Учените на островите се занимават основно с изследвания и опазване на флората и фауната.
През 1986 г. прилежащата акватория с обща площ 70 000 km² е обявена за морска природо-охранителна зона – втора по големина в света след тази на Големия бариерен риф на Австралия. От 1990 г. архипелагът става убежище за китове. В началото на 1978 г., ЮНЕСКО обявява острова за „територия на световното наследство“, а през 1985 г. – за биосферен резерват.

### Животни, намиращи се под закрила
- Галапагоска игуана (Conolophus subcristatus)
- Морска игуана (Amblyrhynchus cristatus)
- Слонска костенурка (Geochelone elephantopus)
- Синьокрак рибояд (Sula nebouxii)
- Зелена морска костенурка (Chelonia mydas)
- Морски краставици (Holothuroidea)
- 13 вида птици от семейство Чинки (finch), известни като дарвинови чинки
- Кълвачева чинка (Camarhynchus pallidus)
- Галапагоски пингвин (Spheniscus mendiculus)
- Безкрил корморан (Phalacrocorax harrisi)
- Галапагоски албатрос (Phoebastria irrorata)
- Голяма фрегата (Fregata minor) и Великолепна фрегата (Fregata magnificens)
- Галапагоски ястреб (Buteo galapagoensis)
- Калифорнийски морски лъв (Zalophus californianus)

### Екологични заплахи
Основната опасност за природата на архипелага е интродукцията на животински видове, характерни за Европа – коза, плъх, прасе, котка, куче, кон, магаре, едър рогат добитък, от чието бързо размножаване местните видове са уязвими, поради това че губят средата си на обитаване в тяхна полза, а също и защото са приспособени към живот без естествени врагове и достъп до широки ресурси, но някои от новите са опасни хищници, а други – много по-успешни конкуренти в изхранването. Някои от тях нападат птиците, обитаващи островите, разрушават гнездата им, унищожават големи количества игуани и костенурки. Черният плъх (Rattus rattus) напада малките костенурки още при излюпването им, в резултат на което на остров Пинзон костенурките спират да се възпроизвеждат за повече от 50 години. Сега на острова има само възрастни екземпляри. Възможно е главна роля в изчезването на игуаните от остров Сантяго да са прасетата.
Също така местната растителност е заплашена от привнесената, като: авокадо (Persea americana), хининово дърво (Cinchona pubescens), балсово дърво (Ochroma pyramidale), къпина (Rubus glaucus), различни цитрусови дървета, (портокал, грейпфрут, лимон) и слонска трева (Pennisetum purpureum), а най-вече – гуава (Psidium guajava), която за кратко време се разпространява на островите Сан Кристобал, Флореана, Изабела и Санта Крус.
Интродуцираните видове са понякога и преносители на зарази, погубващи местните видове. Бързият ръст на броя на домашни птици на островите кара учените да се безпокоят за евентуален бум на паразитни болести и възникването на ендемия.
Много видове, които са в основата на срива на биоразнообразието на Галапагоските острови, са пренесени на островите от действалите в Тихия океан пирати, но също и в резултат на опитите за усмиряването им и на различни заселнически кампании. Известният пътешественик Тур Хейердал цитира документи, които говорят, че вицекралят на Перу, знаейки, че пиратите са пуснали на свобода множество кози на остров Флореана, за да ги използват за храна, нарежда на острова да се пуснат кучета, за да унищожат козите. След неуспешната колонизация на острова, вицекралят нарежда останалите кози, магарета, крави и други домашни животни да се разпространят и на другите острови на архипелага с оглед улесняване на бъдеща колонизация.
Акваторията на Галапагоските острови се намира под непрекъсната заплаха от незаконно ловуващите рибарски кораби. Особено опасни стават прекомерният улов на акули и незаконният лов на морски краставици.
Бурното развитие на туристическия бизнес също оказва пагубно влияние на архипелага. Туристите, заедно с високия прираст на местното население и незаконните емигранти, заплашват нормалния живот на местните видове.

## Основни острови
Първият опит да се направи картографиране на островите е през 1684 г., негов автор е английският пират Амброуз Каули (Ambrose Cowley), който нарича островите на свои приятели пирати и на английски дворяни, подпомагащи пиратството (спонсори на организираните под егидата на Кралство Англия каперски експедиции).
В съвременността (20. – 21. век) повечето имена на островите Галапагос са от испански произход.

### Балтра(Южен Сеймур)
В годините на Втората световна война тук е построена военновъздушна база на САЩ, откъдето щатските сили патрулират в Тихия океан за вражески подводници и за охрана на водите около Панамския канал. След края на войната САЩ предават цялата база на Еквадор – оттогава се експлоатира от еквадорската армия. До 1986 г. на Балтра се намира единственото на архипелага летище, свързващо архипелага с материка (Южна Америка). Наблизо се намира и друг остров, наречен Дафне.

### Бартоломе
Островът е наречен в чест на лейтенант Бартоломю Съливан (Bartholomew Sulivan) от британския кралски флот, участник в околосветското пътешествие на кораба Бигъл (спътник на Чарлс Дарвин).
Това е малък необитаем остров до о. Сантяго, който е един от най-посещаваните от туристите. През 2003 г. е ползван за декор при снимките на игралния филм „Господар и командир“ (Master and Commander: The Far Side of the World) с Ръсел Кроу.
Островът е част от угаснал вулкан и има рядко виждани вулканични формации, включително конусообразен хълм, наречен „Pinnacle Rock“ (Пинакл Рок), образуван от лавата при достигането на водната повърхност.
На острова живеят галапагоски пингвини, морски лъвове, тук гнездят морски костенурки. Водите му се обитават от белопери рифови акули.

### Волф
Този остров носи името на германския геолог Теодор Волф. Площта му е само 1,3 km², най-високата точка – 253 m н.в. Островът се обитава от морски котки, птици фрегати, маскиран и червенокрак рибояд, морски игуани, акули, китове, делфини и галапагоски чайки (Creagrus furcatus). Най-известният обитател на острова е остроклюната земна чинка (Geospiza difficilis).

### Дарвин
Островът е назован в чест на Чарлз Дарвин. Неговата площ е 1,1 km², най-високата точка – 168 m. Тук обитават морски котки, фрегати, морски игуани, галапагоски чайки, морски лъвове, китове, морски костенурки, делфини. Недалеч от острова се намира Арката Дарвин.

### Еспаньола
Островът е известен също и с името Худ. Името Еспаньола получава в чест на Испания. Площ – 60 km², най-висока точка – 206 m н.в.
Обитава се от вълнисти албатроси (Phoebastria irrorata) – рядък вид птици.
На него има 2 площадки за посетители. Заливът Гарднер има хубав плаж и място за къпане. В района на Пунта Суарез може да се наблюдава разнообразната местна фауна.
Най-старият остров на архипелага, възрастта му е определена от учените на около 3,5 млн. години. Той е и най-южният остров.

### Изабела
Носи името на кралица Изабела I Кастилска, спонсорирала пътешествието на Христофор Колумб.
Най-големият остров на архипелага с площ 4640 km². Най-висока точка е вулканът Волф, висок 1707 m н.в. Островът има форма на морско конче и включва 6 вулкана.
Третото по брой население селище на островите Галапогос, Пуерто Виламил, е разположено на югоизточния край на острова.
На острова се срещат галапагоски пингвини, безкрил корморан (Phalacrocorax harrisi), морски игуани, пеликани и червени скални раци (Grapsus grapsus). На склоновете на вулкана Изабела могат да се видят игуани, костенурки, галапагоски ястреб (Buteo galapagoensis), галапагоски гълъб и дарвинова чинка.

### Марчена
Островът е наречен в чест на брат Антонио Марчена (Fray Antonio Marchena). Разпростира се на площ от 130 km², максимална височина – 343 m. На острова има галапагоски соколи (Buteo galapagoensis) и морски лъвове.

### Пинта
Назован на името на кораба „Пинта“ на Христофор Колумб. Площ – 60 km², максимална височина – 777 m. На острова има галапагоски чайки, морски игуани, прелетник (Accipiter) и галапагоски морски котки.

### Пинсон
Островът носи името на братята Пинсон, капитани на каравелите Пинта – Мартин Алонсо Пинсон и Ниня – Висенте Пинсон, част от пътешествието на Колумб. Площта на острова е 8 km², най-високата точка е на 458 m. Обитаван е от морски лъвове, галапагоски соколи, слонски костенурки, морски игуани, делфини.

### Рабида
Назован в чест на манастира, в който Христофор Колумб оставя своя син Диего Колумб, преди пътешествието си в търсене на морски път към Индия, но реално – към бреговете на Америка. Площ – 4,9 km², най-висока точка – 367 m н.в.
Голямото количество желязо, в състава на лавата, му придава ръждиво-червен оттенък. В неголямата соленоводна лагуна на острова се срещат белобузи гмурци (Poecilonetta bahamensis), кафяви пеликани и рибояди.
Островът е бил обитаван и от фламинго, но недостигът на храна ги кара да се преместят на други острови (Санта Фе, Санта Крус).
На острова живеят 9 вида чинки.

### Сан Кристобал
Носи името на мъченика Свети Христофор. Площ – 558 km², най-висока точка – 730 m н.в. На острова и около него живеят фрегати, морски лъвове, гигантски костенурки, синьокрак и червенокрак рибояд, фаетони (Phaethontidae), морски игуани, делфини, галапагоски чайки и много тропически птици.
На възвишенията на острова се намира най-голямото сладководно езеро на архипелага Лагуна Ел Джунко. Иначе на островите почти отсъстват източници на прясна вода.

### Санта Крус
Най-населеният остров на архипелага. Площ – 986 km², най-голяма височина – 864 m. На испански името означава „Свети кръст“.
Тук се намира най-големият град Пуерто Айора. Тук е и Главното управление на Националния парк и Изследователската станция „Чарлз Дарвин“. В станцията има център за развъждане на костенурки, които след излюпването се пускат на свобода.
Островът има богата растителност и тук се намират знаменитите тунели, оформени от лавата. Тук е и най-голямата популация от костенурки. На острова има лагуна с фламинга.

### Санта Фе
Наречен на едноименния град в Испания. Площ – 24 km², най-висока точка – 259 m н.в. Тук се намира най-голямата гора от кактуси Opuntia. Скалите дават прекрасен дом за гнездене на множество птици – галапагоски чайки, файтони, буревестници.

### Сан Салвадор
Наричан също и Сантяго (на английски: Джеймс – James), в чест на Свети Яков. Площ – 585 km², най-висока точка – 907 m н.в.
Обитава се от морски котки, морски лъвове, слонски и зелени морски костенурки, фламинго, делфини и акули.

### Плаза сур
Малък необитаем остров на изток от остров Санта Крус. Носи името на бившия президент на Еквадор Леонидас Плаза. Площ – само 0,13 km², най-висока точка – 23 m н.в. Флората на острова е предимно от кактуси (Opuntia) и растения сезувиум (Sesuvium). Обитава се от игуани и множество разнообразни птици, които гнездят по каменните издатини в южния край на острова.

### Северен Сеймур
Малък скалист остров на север от о-в Балтра. Назован в чест на английския вицеадмирал лорд Хю Сеймур (Lord Hugh Seymour). Площ – 1,9 km², най-висока точка – 28 m н.в. Има голяма колония от синьокрак рибояд и галапагоски чайки и най-голямата колония от фрегати.

### Фернандина
Носи името на испанския крал Фернандо II Арагонски, финансирал експедицията на Христофор Колумб.
Площ – 642 km², най-висока точка – 1494 m н.в. Най-младият остров в архипелага.
На неголям участък от острова, наречен Пунта Еспиноза, има колония от стотици морски игуани. Срещат се още галапагоски пингвини, пеликани и морски лъвове.
През февруари 2019 година се съобщава за открита костенурка (възрастен женски екземпляр), чийто вид се смятал за изчезнал повече от век. Известна е като Гигантска костенурка от Фернандина, а научното ѝ звание е Chelonoidis phantasticus. До откриването на животното се стига след извършено проучване в отдалечени райони на острова. Преди това последният път, в който се съобщава за намерен екземпляр от въпросния вид, е през април 1906 г.
На 13 май 2005 г. на острова започва ново изригване на вулкан, пепел и облаци от пара се издигат на височина 7 км, а лавата оформя огнена река към океана.

### Флореана
Островът получава своето име в чест на първия президент на Еквадор Хуан-Хосе Флорес, при чието управление архипелагът става част от страната. Наричан е още на Санта Мария – една от каравелите на Христофор Колумб.
Площ – 173 km², най-висока точка – 640 m н.в. В района на „Короната на дявола“ има коралови формации и конус на вулкан.
От декември до май на острова гнездят фламинга и зелени морски костенурки. Тук гнезди и хавайски тайфунник (Pterodroma phaeopygia) – морска птица, живееща далеч от брегове.
В залива Пост Офис през XVIII век китоловците оставят дъбови бъчви, които използват като пощенски пратки, превозвани с кораби до Европа или САЩ.

### Хеновеса
Известен е още с името Тауър (англ. – кула). Названието Хеновеса получава от италианския град Генуа (известен и като Генова), родно място на Христофор Колумб.
Разпростира се на 14 km², най-високата точка е 76 m.
Островът се формира от кратера на угаснал вулкан. Популярно е и името „Птичият остров“, наричан така заради огромната популация от различни видове птици, включително фрегати и галапагоски чайки – единствените птици, които са активни през нощта.